# Klaipėdský maják
Klaipėdský maják (litevsky Klaipėdos švyturys) je činný zadní náběžníkový maják, který se nachází na začátku Kurské kosy na pobřeží Baltského moře v Klaipėdě. Spravuje ho přístavní správa Klaipėda.

## Historie
První maják vysoký 17 m byl v Klajpėdě uveden do provozu 1. září 1796. Maják byl třetím nejstarším majákem na pobřeží Baltského moře, starší byly pouze majáky v Gdaňsku a Travemünde. Jeho první osvětlovací systém se skládal ze šesti bronzových reflektorů, ale jeho maximální dosah byl v té době pouze čtyři kilometry. V roce 1819 byl maják zvýšen (podle návrhu Samuela Irentalise) do výšky 25 m a byl vybaven novým osvětlovacím systémem sestávajícím ze třinácti postříbřených mosazných reflektorů, které osvětlovalo třináct petrolejových lamp. Dosvit se zvýšil na 30 km. Na vrcholu cihlové věže byl ochoz na litinových konzolách, lucerna měla měděnou střechu s pozlaceným hromosvodem. Od roku 1874 měla věž červenobílý šachovnicový nátěr.
Maják byl na konci druhé světové války z 28. na 29. ledna 1945 zničen, zachovala se jen čtyři metry vysoká válcová část. Po válce v roce 1945 byla postavena dočasná dřevěná věž vysoká 26,4 m a v roce 1953 byl postaven nový a renovován. V roce 1990 od sovětské armády převzala maják Litevská správa námořní bezpečnosti. V roce 2010 byla na majáku instalována anténa DGPS (Differential Global Positioning System) pracující na vzdálenost 500 km.

## Popis
Maják je 42,2 m vysoká železobetonová válcová věž s ochozem a lucernou, která stojí na dvoupatrové osmiboké základně z černě natřeného betonu. Věž je natřena vodorovnými černobílými pruhy a jedním svislým pruhem na návodní straně, ochoz a lucerny jsou natřeny červenou barvou. V lucerně je instalována Fresnelova čočka. Světlo je ve výšce 44 metrů, dosvit je 18 nm (asi 33 km). Používá se pro vedení lodí úzkým kanálem mezi Kurskou kosou a pevninou.
| Data | Označení                                                     | Zdroj                   |
| --- | ------------------------------------------------------------ | ----------------------- |
| - Charakteristika světla: Iso W 6s, světelné záblesky jsou vysílány 24 hodin v sektoru 0° až 180° - Výška majáku: 42,2 m - Zdroj světla ve výšce: 44 m n. m. - Dosvit: 18 nm | - ARLHS: LIT-002; - LT-0010 - Admiralty: C-3346 - NGA: 12004 | [ 1 ] [ 5 ] [ 6 ] [ 4 ] |

## Náběžníkový přední maják
Maják je ve dvojici s náběžníkovým předním majákem, který je vysoký 16 m a nachází se 260 m před zadním náběžníkovým majákem. Maják je čtyřboká příhradová konstrukce v horní části s kosočtverečným denním navigačním znakem složeným z bílých lamel a pod ním je obdélníkový denní navigační znak z lamel natřený bílou barvou s černým svislým pruhem. Jeho dosvit je 16 nm. Používá se pro vedení lodí úzkým kanálem mezi Kurskou kosou a pevninou.  
| Data                                                                                                 | Označení                                     | Zdroj       |
| - Charakteristika světla: Q W - Výška věže: 29 m - Zdroj světla ve výšce: 31 m n. m. - Dosvit: 16 nm | - LT-0009; - Admiralty: C3345.9 - NGA: 12000 | [ 7 ] [ 1 ] |